# Пер Франдсен
Пер Франдсен (дан. Per Frandsen, нар. 6 лютого 1970, Копенгаген) — данський футболіст, що грав на позиції півзахисника. По завершенні ігрової кар'єри — тренер.
Виступав, зокрема, за клуб «Лілль», а також національну збірну Данії.

## Клубна кар'єра
У дорослому футболі дебютував 1988 року виступами за команду «Болдклуббен 1903», в якій провів два сезони, взявши участь у 25 матчах чемпіонату. 1990 року Пер став третім бомбардиром першого дивізіону й у листопаді він перейшов у французький «Лілль» за рекордну для клубу вартість. У Франції Пер провів чотири роки, але в 1994 році команда почала відчувати фінансові труднощі, і він повернувся на батьківщину.
Новим клубом Франдсена став «Копенгаген». У 1995 році Пер виграв свій єдиний трофей — Кубок Данії. 
У серпні 1996 року він покинув Данію і підписав контракт з англійським «Болтоном». Сума трансферу становила 1,25 млн фунтів. Пер дебютував за клуб у матчі проти «Порт Вейла», а свій перший гол забив у ворота «Манчестер Сіті». У 1997 році він допоміг «Болтону» вийти в Прем'єр лігу. Незважаючи на те, що команда грала дуже слабо, Франдсен був лідером і виділявся на загальному тлі своїм майстерністю. Після закінчення сезону «Болтон» вилетів у Чемпіоншип.
У вересні 1999 року Франдсен перейшов у «Блекберн Роверз» за 1,75 млн фунтів. Пер був основним футболістом, але не зміг налагодити відносини з партнерами та керівництвом і повернувся в «Болтон». У 2004 році він допоміг клубу вийти у фінал Кубка Ліги. За команду Франдсен зіграв у цілому 304 матчі і забив 38 м'ячів. Влітку того ж року в Пера закінчився контракт і він на правах вільного агента підписав контракт з «Віганом». За новий клуб Франдсен зіграв 9 матчів і забив гол у ворота «Брайтона». Після цього він зазнав важкої травми й у січні 2005 року вирішив завершити кар'єру.

## Виступи за збірні
Виступав у складі юнацької та молодіжної збірної Данії. На молодіжному рівні зіграв у 21 офіційному матчі, забив 8 голів.
У вересні 1990 року Франдсен дебютував за збірної Данії в матчі проти збірної Нідерландів. У 1992 році Пер взяв участь у літніх Олімпійських іграх у Барселоні. На турнірі він взяв участь у всіх трьох матчах.
У 1998 році Франдсен був включений в заявку національної збірної на чемпіонат світу 1998 року у Франції. На турнірі Пер не був основним футболістом і зіграв у двох матчах проти збірних Нігерії та Саудівської Аравії.
Протягом кар'єри у національній команді, яка тривала 14 років, провів у формі головної команди країни 23 матчі.

## Тренерська кар'єра
Після виходу на пенсію Франдсен працював футбольним агентом у Данії, після чого був призначений помічником менеджера у клубі «ХБ Кеге» в червні 2009 року. А восени 2012 року він був призначений менеджером клубу. Він керував клубом до червня 2014 року, а потім став тренером юнацької команди «Брондбю».
22 червня 2015 року Франдсен був призначений новим менеджером клубу «Академіск БК». У перший сезон він вивів клуб до другого за рівнем дивізіону Данії, однак у другому сезоні результати команди погіршились і в грудні 2016 року він був звільнений.
18 червня 2017 року він був призначений новим менеджером клубу «Відовре» з третього дивізіону Данії.

## Титули і досягнення
- Володар Кубка Данії (1):

«Копенгаген»: 1994–95